# Război și pace (roman)
Război și pace (rusă: Voina i mir; în ortografia originală: Война и миръ) este un roman scris de Lev Nikolaevici Tolstoi, publicat pentru prima dată între anii 1865-1869. Concentrându-se asupra membrilor a două familii importante, Bolkonski și Rostov, „Război și pace” folosește istoriile lor individuale pentru a portretiza Rusia în pragul unui conflict apocaliptic cu Franța lui Napoleon Bonaparte. Evenimentele împing repede personajele centrale spre confruntarea inevitabilă, eroii murind răniți și vegheați ori descoperind iubirea conjugală, chiar și maiestuosul Napoleon fugind îngenuncheat din Moscova cucerită și înzăpezită. Nici un alt scriitor nu se compară cu Tolstoi în amploarea viziunii epice, ce cuprinde stările sufletești prin care trec orașe întregi, mișcările armatelor, prevestirile de rău augur ce planează asupra întregii societăți.
Într-un eseu publicat în 1954, Maugham l-a considerat unul dintre cele mai bune zece romane din lume.

## Tolstoi și„Război și pace”
În moștenirea artistică a lui Lev Tolstoi, „Război și pace” ocupă un loc central. Acest roman a cerut scriitorului imense eforturi creatoare: Tolstoi a lucrat la „Război și pace” timp de șase ani: din 1863 până în 1869. Ciorna schițelor și variantelor care depășesc prin volumul lor textul de bază al romanului, precum și nenumăratele îndreptări făcute în paginile de corectură, arată destul de elocvent proporțiile muncii scriitorului care a căutat neobosit cea mai desăvârșită formă de exprimare artistică a concepției operei sale.

## Primele idei

Lev Tolstoi

Tolstoi n-a ajuns dintr-odată la concepția romanului. Într-una din variantele prefeței la „Război și pace”, scriitorul spunea că în 1856 a „început să scrie o nuvelă cu o orientare precisă, al cărei personaj trebuia să fie un decembrist ce se înapoia cu familia sa în Rusia.” Mai târziu, Tolstoi spunea că: 
„Având de gând să scriu despre un decembrist ce se înapoia din Siberia, m-am întors mai întâi până la epoca insurecției de la 14 decembrie, apoi la copilăria și tinerețea oamenilor care au luat partea la această acțiune, m-a pasionat „Războiul Patriotic din 1812” și, întrucât războiul din 1812 era în legătură cu anul 1805, mi-am început întreaga lucrare cu această perioadă.”—Tolstoi, Jurnalul său
Tolstoi studiază documente de istorie, citește memorii și romane istorice, în special romanul „Roslavliov” de Zagoskin, care i-a fost la început „necesar și plin de interes”. Totodată atenția scriitorului se concentrează mai ales asupra „felului de trai”, asupra tablourilor „pașnice” ale epocii, iar evenimentele războinice rămân pe ultimul plan al romanului. Deocamdată, personalitățile istorice nu-l interesează deloc pe autor. Într-una din introducerile inițiale la roman, Tolstoi mărturisea: 
„...nici Napoleon și nici Alexandru, nici Kutuzov și nici Talleyrand nu vor fi eroii mei; voi scrie istoria unor oameni mai liberi decât oamenii de stat, istoria unor oameni care au trăit în cele mai prielnice condiții de viață, a unor oameni feriți de sărăcie și de ignoranță, independenți, a unor oameni care n-au avut cusururile necesare pentru a lăsa urme in paginile cronicilor...”—Tolstoi, Jurnalul său

## Personajele

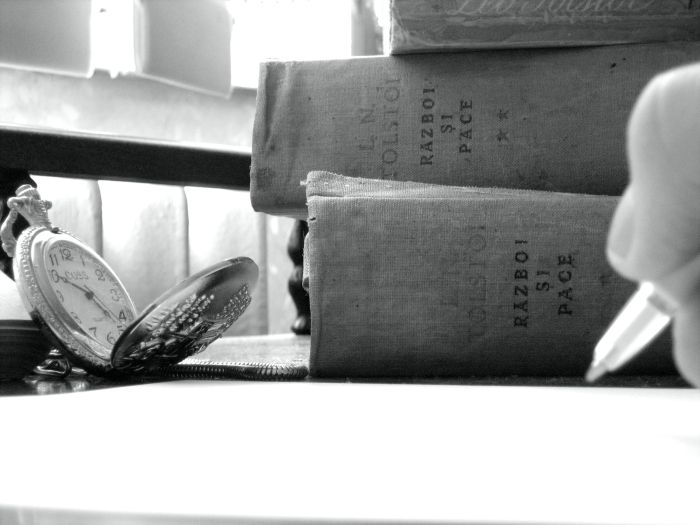
Cele doua volume

Compozițional, imensa varietate de figuri (peste 550) și episoade este arhitecturată sub formă de cronică a vieții, în principal a trei familii din înalta nobilime rusă: Bolkonski, Bezuhov, Rostov.
Dintre numeroasele personaje perfect desenate, un relief deosebit îl capătă prințul Andrei Bolkonski, contele Pierre Bezuhov și Natașa Rostova. Primul este un om inteligent și cult, voluntar și energic, generos și sincer, onest și cu o bogată viața interioară, dar care - conștient de inevitabilul declin al clasei căreia îi aparține și dezamăgit de mediul căruia nu i se poate adapta, deși caută, zadarnic, să dea prin acțiune, un sens vieții -cade în pesimism. Pierre Bezuhov este un caracter total diferit: timid și lipsit de voință, sentimental și aplecat spre visare, fără simț practic și spirit de inițiativă, snob deși îi displace stilul de viață al aristocrației; de asemenea, un om preocupat de dreptatea socială, ajungând până la atitudini protestatare. Tolstoi l-a învestit cu anumite caractere care îi erau proprii lui, în timp ce altele le-a proiectat asupra lui Andrei. Bolkonski este un fel de om al „Secolului luminilor” (tendința raționalistă este puternică la această epocă în spiritul tolstoian), în timp ce Bezuhov pare a fi - asemenea scriitorului - un discipol al lui J.J.Rousseau (o ușoara înclinație spre idilic este des perceptibilă în creația tolstoiană). Natașa (una din cele mai realizate personaje feminine din întreaga literatură universală) reprezintă idealul feminin tolstoian: spontană și simplă, delicată și afectuoasă, devotată familiei și compătimind pe țăranii obidiți. Mereu fericită și liberă, antonimul ei este curteana ei Sonia Rostova, iubirea pravortodoxă și fată iobagă.

## Istorie și literatură
Concepția operei lui Tolstoi s-a complicat treptat. Renunțând, la începutul operei sale, să  introducă în roman personalități istorice și oameni de stat din epoca zugrăvită, scriitorul a ajuns ulterior la ideea de a completa „concepția caracterologică”, cu „concepția istorică”. La 19 martie 1865 el scria în jurnalul său:
„Mă pasionează istoria lui Napoleon și Alexandru . Ideea de a scrie o istorie psihologică - romanul lui Napoleon și Alexandru - conștiința posibilității de a face un lucru mare m-a cuprins acum ca un nor de bucurie. Toată mârșăvia, toată vorbăria, toată nebunia, toate contradicțiile din sufletul oamenilor care i-au înconjurat și din ei inșiși.”—Tolstoi, Jurnalul său
Totuși „concepția istorică” complică enorm munca la roman și în altă privință: s-a ivit necesitatea studierii minuțioase, migăloase a unui număr imens de noi documente istorice, memorii și scrisori din epoca 1812. În timpul în care Tolstoi scria ultima partea din roman, soția sa, Sofia Andreevna Tolstoia, nota în jurnalul său: „Liovocika (Lev Tolstoi) a scris toată iarna nervos, cu lacrimi și emoție.”

## Bătălia de la Borodino
Lucrând la corecturile primelor părți, Tolstoi a continuat în același timp să scrie romanul și a ajuns la unul din evenimentele centrale ale războiului din 1812: bătălia de la Borodino. În zilele de 25 - 26 septembrie 1867, scriitorul face o călătorie până la câmpia de la Borodino, pentru a studia locul uneia dintre cele mai mari bătălii, care a hotărât soarta armatei napoleoniene și cu speranța că va întâlni acolo martori oculari ai bătăliei. Timp de două zile el umblă pe jos și cu trăsura pe câmpia de la Borodino, face însemnări în agenda sa, desenează planul bătăliei și caută veterani, contemporani ai războiului de la 1812.
Cu șase luni înainte de a începe să scrie „Război și pace”, Tolstoi nota în jurnalul său: „Niciodată nu mi-am simțit forțele intelectuale și morale atât de libere și gata să se apuce de lucru ca acum!”

## Comentarii
Filozoafa Maitreyi Devi din Calcutta, India, într-un dialog cu Mircea Eliade în romanul Maitreyi a văzut în romanul lui Lev Tolstoi ciclicitatea și geniul creștinismului, perpetuitatea indiană, vocația cosmică a lumii, secretul Occidentului.

## Ecranizări
- 1956 Război și pace (War and Peace), regia King Vidor
- 1967 Război și pace (film în patru serii) (Война и мир), regia Serghei Bondarciuk